# T. R. Bowen
Trevor R. Bowen (meist T. R. Bowen oder Trevor Bowen; * 1941) ist ein britischer Schriftsteller und Schauspieler.

## Leben
Trevor R. Bowen, der als Autor unter T. R. Bowen veröffentlicht und als Schauspieler unter dem Namen Trevor Bowen auftritt, verbrachte einen großen Teil seiner Kindheit in Indien und Ägypten. Im Zuge seiner Universitätsausbildung studierte er kurzzeitig an der Winchester School of Art der University of Southampton und dann an der University of Cambridge. Während seiner Zeit in Cambridge beschäftigte er sich vorrangig mit der Schauspielerei und wurde Präsident der Marlowe Society.
Sein Filmdebüt gab Trevor Bowen 1965 in John Schlesingers Kinofilm Darling. Die Rolle des „Tony Briggs“ in der Fernsehserie A Family at War (1970 bis 1972) machte ihn einem breiteren Publikum bekannt. Er spielte 1976 neben Roy Dotrice in der Serie Dickens of London. In Thatcher: The Final Days (1991) verkörperte er Kenneth Baker. Zu seinen jüngsten Arbeiten zählt 2000 bis 2007 die Mitwirkung in der beliebten Fernsehserie Judge John Deed. Seltener hatte er Rollen in Kinofilmen, so in Vertrag mit meinem Killer (I Hired a Contract Killer, 1990) von Aki Kaurismäki und in Greenfingers – Harte Jungs und zarte Triebe (Greenfingers, 2000).
Ende der 1970er Jahre begann Bowen außerdem damit, Drehbücher für Fernsehserien und -filme zu schreiben. Einen Namen machte er sich vor allem als Spezialist für Krimibearbeitungen, insbesondere von Werken Agatha Christies. So steuerte er für acht der insgesamt zwölf Filme der Miss-Marple-Reihe mit Joan Hickson die Drehbücher bei, wobei er sich eng an die Romanvorlagen hielt. In zweien dieser BBC-Produktionen – Miss Marple: Karibische Affäre (A Caribbean Mystery, 1989) und The Mirror Crack‘d (1992) – übernahm er zudem die Rolle von Miss Marples Neffen Raymond West.
Auch an der Serie Sherlock Holmes mit Jeremy Brett wirkte Bowen mit: Er schrieb sechs Folgen sowie den abendfüllenden Der Hund von Baskerville (The Hound of the Baskervilles, 1988) und trat in einer der späteren Folgen auf. Diese Serie war ebenfalls bekannt dafür, die Vorlagen von Sir Arthur Conan Doyle sehr originalgetreu umzusetzen. Für seine Krimi-Adaptionen – darunter auch zwei Werke von Anne Perry und Frances Fyfeld – war Bowen insgesamt vier Mal für den Edgar nominiert. Später dramatisierte er außerdem Romane von Catherine Cookson für den Fernsehschirm.
T. R. Bowen hat auch Bücher veröffentlicht, darunter die Kriminalromane The Death of Amy Parris (1998) und The Black Camel (2002).

## Auszeichnungen

### Edgar Allan Poe Award
Nominierungen in der Kategorie „Bestes Drehbuch für einen Fernsehfilm oder eine Miniserie“:
- 1990: Miss Marple: Mord im Pfarrhaus (The Murder at the Vicarage) – nach Agatha Christie
- 1999: The Cater Street Hangman – nach Anne Perry
- 2001: Trial by Fire – nach Frances Fyfeld

Nominierungen in der Kategorie „Bestes Drehbuch für eine Episode einer Fernsehserie“:
- 1996: Der begehrte Junggeselle (The Eligible Bachelor) – nach Arthur Conan Doyle

## Werk (Auswahl)

### Drehbücher
Sofern nicht anders angeführt, Fernsehfilme:
- 1981–1982: Bognor – Fernsehserie (Bücher für 15 Folgen)
- 1982: The Agatha Christie Hour – Fernsehserie (Bücher für 2 Folgen)
- 1984: Miss Marple: Die Tote in der Bibliothek (The Body in the Library)
- 1985: Mr. and Mrs. Edgehill
- 1985: Miss Marple: Das Geheimnis der Goldmine (A Pocket Full of Rye)
- 1986–1994: Sherlock Holmes – Fernsehserie (Bücher für 6 Folgen)
- 1986: Miss Marple: Mord im Pfarrhaus (The Murder at the Vicarage)
- 1987: Miss Marple: Das Schicksal in Person (Nemesis)
- 1987: Miss Marple: 16 Uhr 50 ab Paddington (4.50 from Paddington)
- 1988: Der Hund von Baskerville (The Hound of the Baskervilles)
- 1989: Miss Marple: Karibische Affäre (A Caribbean Mystery)
- 1991: Agatha Christie’s Poirot (Agatha Christie’s Poirot) – Fernsehserie (Buch für 1 Folge)
- 1991: They Do It with Mirrors
- 1992: The Mirror Crack’d
- 1995: Gambling Man
- 1998: The Round Tower
- 1998: The Cater Street Hangman
- 1999: Trial by Fire
- 2000: The Secret
- 2001: Hornblower: Mutiny

### Bücher
- Punctuations, London 1971
- The Emperor’s Falcon (auch Illustrationen), London 1980 (ISBN 0-416-88330-3)
- The Death of Amy Parris, London 1998 (ISBN 0-14-027130-9)
- The Black Camel, London 2002 (ISBN 0-14-028512-1)

### Auftritte in Film und Fernsehen
- 1965: Darling (Darling)
- 1966: Hier war ich glücklich (I Was Happy Here)
- 1970–1972: A Family at War – Fernsehserie
- 1976: Dickens of London – Fernsehserie
- 1975–1979: Crown Court – Fernsehserie
- 1980: Murphy’s Stroke – Fernsehfilm
- 1985: Am Rande der Finsternis (Edge of Darkness) – Fernsehserie
- 1989: Miss Marple: Karibische Affäre (A Caribbean Mystery) – Fernsehfilm
- 1990: Vertrag mit meinem Killer (I Hired a Contract Killer)
- 1991: Thatcher: The Final Days – Fernsehfilm
- 1992: The Mirror Crack’d – Fernsehfilm
- 1995: Gambling Man – Fernsehfilm
- 1997: The Man Who Made Husbands Jealous – Fernsehfilm
- 2000: Greenfingers – Harte Jungs und zarte Triebe (Greenfingers)
- 2001–2007: Judge John Deed – Fernsehserie (als Sir Michael Nivan)
- 2007: Run Fatboy Run